# Гай Фонтей Агріппа (консул 58 року)
Гай Фонте́й Агрі́ппа (лат. Gaius Fonteius Agrippa, 15 — 70) — державний та військовий діяч Римської імперії, консул-суффект 58 року.

## Життєпис
Походив з плебейського роду Фонтеїв. Син Гая Фонтея Агріппи, претора 17 року. Про молоді роки мало відомо. У 58 році став консулом-суффектом змінивши ординарного консула Марка Валерія Мессали Корвіна. З 66 до 68 року обіймав посаду куратора водопостачання Риму. У 68 році призначено проконсулом до провінції Азія.
У 69 році під час боротьби за імператорський трон підтримав Веспасіана. Той того ж року призначив Фонтея імператорським легатом-пропретором провінції Мезія. Тут був змушений вести оборонні бої з племенами роксоланів. під час одного з боїв у 70 році Гай Фонтей загинув.